# Императрицы (фильм)
«Императрицы» — российский фильм 2023 года режиссёра Андрея Кравчука, созданный в рамках цикла исторических проектов «Русь». Продолжение фильма «Пётр I: Последний царь и первый император», вышедшего в 2022 году.
Предпремьерный показ фильма состоялся 21 октября 2023 года в Московском кинотеатре «КАРО 11 октябрь». В общероссийский прокат фильм вышел 26 октября 2023 года. Картина также демонстрировалась 28—29 октября в Белграде. Фильм был показан в телеэфире канала «НТВ» 8 марта 2024 года.

## Сюжет
После смерти Петра I его дочь Елизавета Петровна, брак которой с королём Франции Людовиком XV планировался, оказывается в замешательстве. Страна находится на пороге политических интриг и дворцовых переворотов, а великий монарх не успевает назначать наследника.
Ей предстоит бороться за своё место в истории и власть в Российской империи. Вокруг неё разворачиваются интриги, предательства и смертельная опасность. Но она готова заплатить любую цену, чтобы удержать власть и обеспечить будущее своей стране.

## Роли исполняют
- Юлия Пересильд — Елизавета
- Ксения Утехина — Екатерина I
- Анна Уколова — Анна Иоанновна
- Ольга Лерман — Екатерина II
- Иван Колесников — Пётр I
- Игорь Гордин — Александр Данилович Меншиков
- Евгений Шварц — Пётр III
- Максим Курашев — Пётр II
- Алиса Дорохова —  Анна Петровна
- Павел Ворожцов — Эрнст Иоганн Бирон
- Виталий Коваленко — Алексей Петрович Бестужев-Рюмин
- Юрий Ицков — Андрей Иванович Остерман
- Оливье Сиу — Иоганн Герман Лесток
- Ольга Зонова  — Александра Александровна Меншикова
- Анастасия Караченцева  —  Мария Александровна Меншикова
- Александр Булатов — Александр Александрович Меншиков
- Алина Тетиевская — Анна Иоанновна в 29 лет
- Мария Пересильд — Елизавета в детстве
- Анастасия Талызина — Елизавета в молодости
- Нина Кучерук — Екатерина II в юности
- Александра Велескевич — Анна Леопольдовна
- Александр Фадеечев — Алексей Григорьевич Разумовский
- Роман Васильев — Алексей Григорьевич Разумовский в молодости
- Владимир Канухин — Антон Ульрих Брауншвейгский
- Коля Ноекёльн — Иоганна Елизавета Гольштейн-Готторпская
- Дмитрий Поднозов — Миних

## Съёмки
Съёмки велись во дворцах и усадьбах Москвы и Санкт-Петербурга.
Бюджет фильма составил 275 000 000 рублей, выделенных Фондом кино.
Со слов актрисы Юлии Пересильд, она не проявила инициативу, чтобы её дочь снималась в фильме.

## Критика
Основной проблемой фильма можно назвать его относительно скромный хронометраж. Сценаристы пытаются уложить в два часа экранного времени 70 лет российской истории и раскрыть судьбы трёх правительниц, попутно рассказав, что они сделали для страны и какое оставили наследие.
— Леонид Кискарин, Вокруг ТВ

«Императрицы» на выходе получились большим, визуально впечатляющим, но сугубо телевизионным продуктом. Как по мне, место «Императрицам» на телеэкране, а не в кинопрокате. Однако при нынешней скудноватой афише в кинотеатрах идут даже записи театральных спектаклей и концертов, трансляции футбольных матчей. Почему там не быть телефильмам и телепередачам?
— Леонид Павлючик, Труд

Конечно, по этой ленте изучать историю — как готовиться к экзаменам по комиксам. Но глазу приятно, публике нравится эта атмосфера гламура и ужаса, к тому же царская тема снова очень актуальна. Так что все расчеты в точку.
— Наталья Боброва, Вечерняя Москва

## Награды
| Год  | Награда        | Категория                            | Номинант          | Результат |
| ---- | -------------- | ------------------------------------ | ----------------- | --------- |
| 2024 | «Золотой орёл» | Лучшая работа художника-постановщика | Мария Турская     | Номинация |
| 2024 | «Золотой орёл» | Лучшая мужская роль второго плана    | Игорь Гордин      | Номинация |
| 2024 | «Золотой орёл» | Лучшая работа художника по костюмам  | Екатерина Шапкайц | Номинация |